# Fleutiauxellus parvus
Fleutiauxellus parvus là một loài bọ cánh cứng trong họ Elateridae. Loài này được Kim & Han in Kim, Han & Lee miêu tả khoa học năm 2000.